# Tú y yo (album de David Bisbal)
Albums de David Bisbal
Live at the Royal Albert Hall Hijos del mar
Singles
1. Para enamorarte de mi
Sortie : 30 septembre 2013

Tú y yo est le cinquième album de David Bisbal, sorti en 2014.

## Titres
| No  | Titre                                      | Auteur                                                   | Durée |
| --- | ------------------------------------------ | -------------------------------------------------------- | ----- |
| 1.  | No amanece                                 | Kike Fuentes, Vega                                       | 3:15  |
| 2.  | Si pero no                                 | Álex Cuba                                                | 3:47  |
| 3.  | Diez mil maneras                           | Wetterberg, Christopher Nissen, Ximena Muñoz             | 3:33  |
| 4.  | Si aún te quieres quedar                   | Elsten Torres, Brendan Buckley, Ximena Muñoz             | 4:18  |
| 5.  | Tú y yo                                    | Muñoz, Tom Olbrich, Philipp Schardt, Marcus Winther-John | 3:49  |
| 6.  | Mi estrella de cine                        | David Bisbal, Amaury Gutiérrez                           | 3:15  |
| 7.  | Culpable                                   | Fuentes, Vega                                            | 3:51  |
| 8.  | Hombre de tu vida (featuring Sandy)        | Bisbal, David Julca, Jonathan Julca, Jorge Luis Chacín   | 3:29  |
| 9.  | Burbuja                                    | David Santisteban, Alfonso Pérez                         | 3:56  |
| 10. | Lo que vendrá (featuring Antonio Orozco)   | Bisbal, Antonio Orozco, José Miguel Velasquez            | 3:16  |
| 11. | Olvidé respirar (featuring India Martínez) | India Martínez, Santisteban, Joaquín Paz                 | 4:22  |
| 12. | Vida, qué locura                           | Manuel Carrasco                                          | 3:41  |

| 13. | Para enamorarte de mí                                                                | Mauricio L. Arriaga, Jorge Eduardo Murguía                                    | 3:54 |
| 14. | Hoy                                                                                  | Sebastián Bazán, Diego Calviño, Marcelo Luliano, Karen Oliver, Matías Schneer | 3:01 |
| 15. | Historia de un amor - Performance à La Voz... México (featuring Marco Antonio Solís) | Carlos Eleta Almarán                                                          | 3:34 |
| 16. | Fuego de noche, nueve de día - Performance à La Voz... México (featuring Paty Cantú) | Luis Gómez Escolar, Karl Camerón, Robert Edward Rosa                          | 3:30 |
| 17. | Lo que vendrá (Solo Bisbal)                                                          | Bisbal, Orozco, Velasquez                                                     | 3:17 |
| 18. | Hombre de tu vida (version castillane) (featuring Sandy)                             | Bisbal, David Julca, Jonathan Julca, Jorge Luis Chacín                        | 3:27 |
| 19. | Lo que vivimos                                                                       | Zac Poor, Christian Nilsson, Justin Gray * Adaptation: Ximena Muñoz           | 3:30 |

| 15. | Mamma (Ojos mágicos) | Juan Andrés Ossandón | 4:22 |

| 15. | Si aún quieres quedar (featuring Cuco Roseta)  | Elsten Torres, Brendan Buckley, Muñoz                    | 4:16 |
| 16. | Hombre de tu vida (featuring Emma Marrone)     | Bisbal, Julca, Julca, Chacín                             | 3:27 |
| 17. | Ámame (featuring Emma Marrone)                 | Emma Marrone                                             | 3:48 |
| 18. | Unbreakable (Diez mil maneras) (Radio Mix)     | Justin Gray, Johan Wetterberg, Christopher Nissen, Muñoz | 3:29 |
| 19. | Unbreakable (Diez mil maneras) (Club Remix)    | Gray, Wetterberg, Nissen, Muñoz                          | 5:20 |
| 20. | Closer Tonight (Freixenet 2014)                | Torres, Buckley                                          | 1:57 |
| 21. | Closer Tonight (FBT Remix) (Fashion Beat Team) | Torres, Buckley                                          | 3:38 |

| 1. | Culpable (Remix) (featuring J Álvarez) | Fuentes, Vega, Javid Álvarez | 3:19 |